# Joan Franka
Ayten Kalan, mer känd som Joan Franka, född 2 april 1990, är en nederländsk sångerska av turkisk härkomst. Hon representerade Nederländerna i Eurovision Song Contest 2012 i Baku i Azerbajdzjan med låten "You and Me", men lyckades inte ta sig vidare till finalen.

## Karriär

### Tidiga år
Franka föddes i Rotterdam till en nederländsk mor och en turkisk far. Den senare avled när hon endast var två år gammal. Hon kan trots det tala turkiska till en viss grad men inte flytande. Som liten fascinerades hon av teater, poesi och musik. Tillsammans med sin två år äldre syster skrev hon musikaler som de framförde vid fester och kalas. Duon kallade sig själva för J & N och de hade Spice Girls som sin största inspiration. Endast sex år gammal visste hon att hon ville ha en musikalkarriär. Hennes första riktiga framträdande gjorde hon dock inte förrän hon var 17 år.
År 2010 deltog hon i The Voice of Holland, den nederländska versionen av The Voice. Under programmet lovade producenten Holger Schwedt att spela in ett album med henne. Samma år släppte hon sin första singel "Foolish Games" som nådde plats 42 på den nederländska singellistan. Nästa år släppte hon singeln "Promise Me" som nådde plats 45. Vid sidan om musiken skriver Franka poesi och målar. Hennes inspiration kommer ofta från ingenstans.

### Eurovision Song Contest 2012
År 2012 skickade producenten Holger Schwedt in låten "You and Me" till Nederländernas nationella uttagning till Eurovision Song Contest 2012. Låten skrev hon tillsammans med Jessica Hoogenboom som ofta arbetar med Holger Schwedt i hans studio. Det visade sig att Franka hade träffat Hoogenboom tidigare då de båda vaknat upp i samma sjukhusrum ett år tidigare efter en stämbandsoperation.
Låten handlar om ett barndomsminne där Franka ofta lekte Cowboy och Indian med sin första pojkvän. Det var därför som hon var klädd i en Indianklädnad under sitt framträdande i den nationella uttagningsfinalen. Huvudbonaden tillverkades i en bröllopsbutik. Hennes klädnad fick mycket uppmärksamhet i media.
Hon gjorde sitt framträdande i den andra semifinalen den 24 maj, men lyckades inte ta sig vidare till finalen. På scenen hade det placerats ut skålar med eld och Franka var återigen utklädd till Indian även om det inte var exakt samma klädnad som använts i den nationella finalen. Franka var inte helt ensam på scenen men istället för de kvinnor som även de varit utklädda till Indianer i den nationella finalen så fick hon sällskap under framträdandet av ett band bestående av fyra män som spelade olika instrument. Hon hade dock även en kvinnlig körsångerska med sig.

## Diskografi

### Singlar
- 2010 - "Foolish Games"
- 2011 - "Promise Me"
- 2012 - "You and Me"